# Schmelz (Inzell)
Schmelz ist ein rund 740 m ü. NHN hoch gelegener Gemeindeteil der Gemeinde Inzell im oberbayerischen Landkreis Traunstein.

## Etymologie

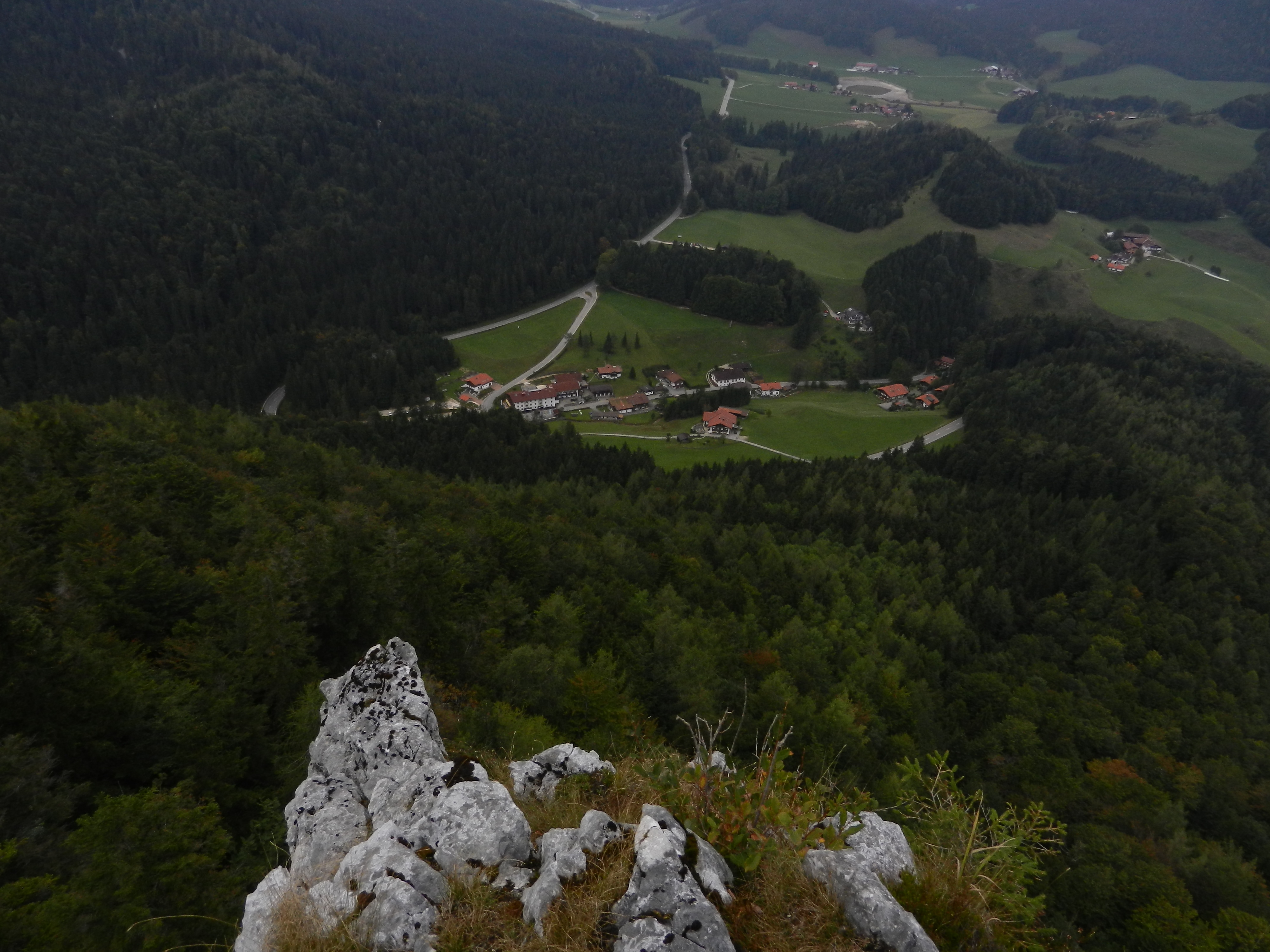
Blick vom Vorgipfel des Kienbergls nach Westen über die Schmelz und Kienberg

Die Bezeichnung des Gemeindeteils leitet sich ab vom Schmelzen des am Massiv des Rauschbergs gewonnenen Blei-Zink-Erzes.

## Geschichte
Das Dorf, das früher auch Rauschenberg genannt wurde, ist eine ehemalige Bergbausiedlung. Sie entstand im frühen 17. Jahrhundert. Kurz vor der Mitte des 19. Jahrhunderts endete der Bergbau.

## Geographie
Die Schmelz liegt am Oberlauf des nach ihr benannten Schmelzbachs auf rund 740 Meter Höhe, zirka 2,1 Kilometer südsüdwestlich des Ortszentrums von Inzell. Die Ortschaft kann über die Kreisstraße TS 40 (Schmelzer Straße) von Inzell aus erreicht werden. Einen weiteren Zugang ermöglicht die Deutsche Alpenstraße (B 305), die den Ort in einer großen Schleife umfährt und von der zwei Abzweigungen nach Schmelz hinunterführen. Etwas nördlich von Schmelz liegt der Inzeller Ortsteil Kienberg, dem sich weiter nördlich die Ortsteile Kohlgrub, Vorderbichl und Kienau anschließen. Die Gemeindegrenze zu Ruhpolding (Ortsteil Reiten) verläuft nur 400 Meter weiter nordwestlich. Der Schmelzbach entspringt etwa 200 Meter südlich an einer leichten Einsattelung hin zum Tal von Wildenmoos mit der Moar-Alm. Von der Schmelz aus besteht ein Anstieg nach Osten hoch zum Kienbergl (1135 m). Über den Knappensteig kann auf der anderen Talseite die Fahrriesbodenkapelle im Südwesten erreicht werden. Der Steig zieht dann weiter hoch in die Nordostflanke des Streichers (1594 m) zu den ehemaligen Stollenlöchern mit dazugehöriger Halde und durch die Schneegrube hoch zum Gipfel.

## Geologie
Südlich der Schmelz steht die Partnach-Formation des Ladiniums an, welche dann in den höheren Lagen des Kienbergls vom ebenfalls ladinischen Wettersteinkalk überlagert wird. Die beiden triassischen Formationen gehören zur Staufen-Höllengebirgs-Decke des Tirolikums und bilden am Kienbergl einen leicht gewölbten Deckenstirnsattel, der über die vorgelagerte Allgäu-Decke des Bajuvarikums steil aufgeschoben wurde. Entlang der Westseite der Schmelz verläuft eine vermutete, Nordnordwest-streichende Blattverschiebung, an der diese Überschiebungsfront gut 250 Meter nach Süden rückversetzt wird.
Während der Würm-Kaltzeit zwängte sich der immerhin 200 Meter dicke linke Seitenast des Rottraungletschers durch das Tal des Schmelzbachs und hinterließ nach dem Abschmelzen der Ferneismassen Moränenmaterial mit schönen Wallformen beiderseits des Schmelzbachs. Dieses Moränenmaterial wurde sodann vom Schmelzbach entlang seines Laufs ausgeräumt und mit Rückzugsschottern aufgefüllt.

## Ökologie
Der Südteil der Schmelz kommt gerade noch im Naturschutzgebiet Östliche Chiemgauer Alpen zu liegen.

## Baudenkmäler

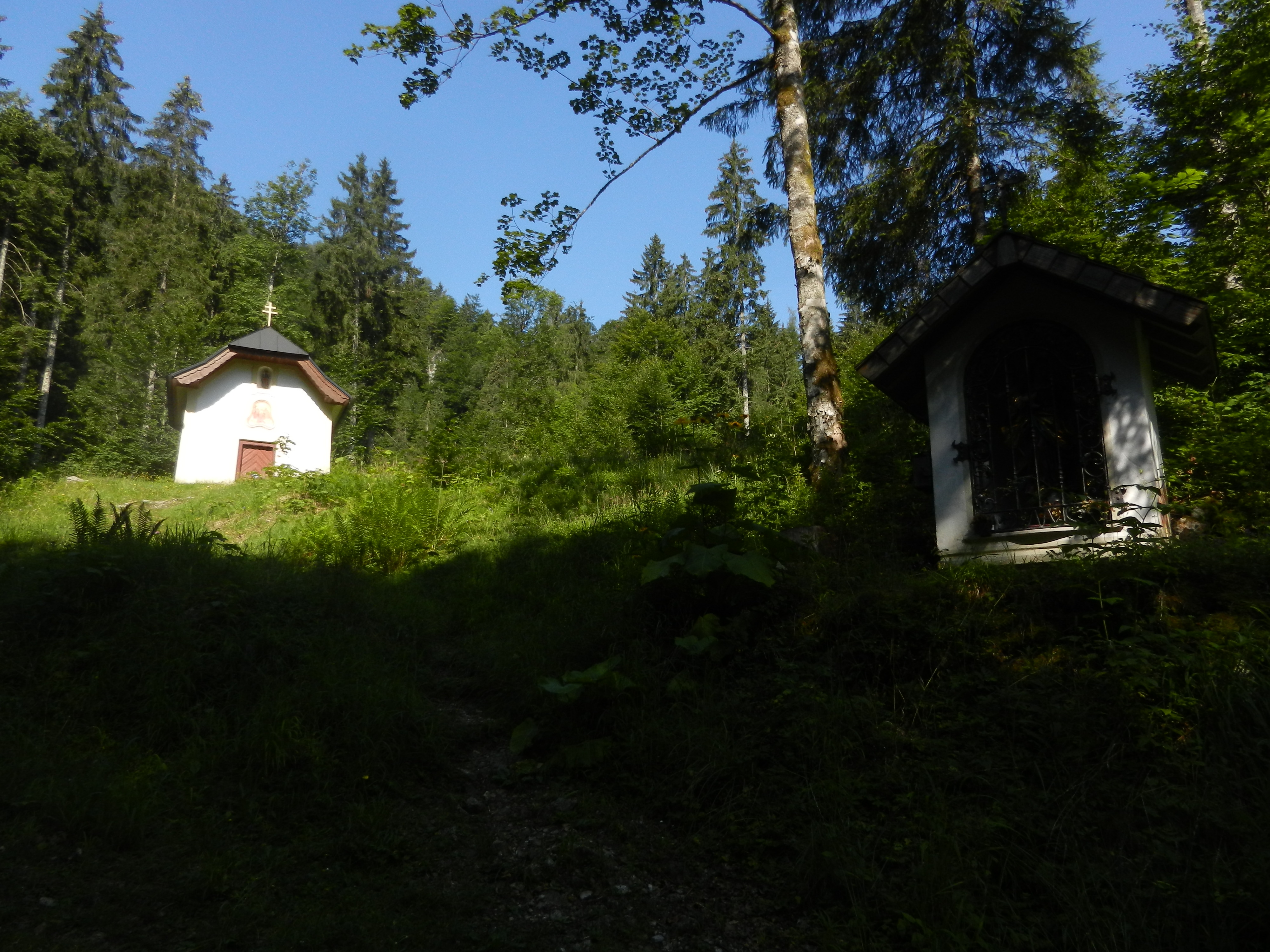
Die Fahrriesbodenkapelle

- Kapelle, erbaut im 18./19. Jahrhundert
- Waldkapelle am Fahrriesboden